# Parvimolge townsendi
Parvimolge townsendi é uma espécie de salamandra da família Plethodontidae. É a única espécie do género Parvimolge.
É endémica do México.
Os seus habitats naturais são: florestas subtropicais ou tropicais húmidas de baixa altitude, regiões subtropicais ou tropicais húmidas de alta altitude e plantações .
Está ameaçada por perda de habitat.